# Leptoxis carinata
Leptoxis carinata är en snäckart som först beskrevs av Bruguiere 1792.  Leptoxis carinata ingår i släktet Leptoxis och familjen Pleuroceridae. IUCN kategoriserar arten globalt som livskraftig.

## Underarter
Arten delas in i följande underarter:
- L. c. carinata
- L. c. nickliniana